# Gribànovo
Gribànovo (en rus: Грибаново) és un poble de l'óblast de Vladímir, a Rússia, segons el cens del 2010 tenia 42 habitants. Pertany al districte de Kirjatx.